# Twm
twm（Tab Window Manager）是X窗口系统的窗口管理器。由Tom LaStrange在1987年开始创作，它已经是X窗口系统自从版本X11R4开始的标准窗口管理器。这个名称最初表示Tom的窗口管理器，但在X协会1989年采纳它的时候，这个软件被重命名为Tab窗口管理器。twm是堆叠式窗口管理器，提供了标题栏、具形的窗口和图标管理。它是高度的可配置的和可扩展的。
twm是早年的突破性成就，但已经很大程度上被其他窗口管理器所超越，它们与twm不同，使用部件工具箱，而不再直接基于Xlib来书写。
有各种其他窗口管理器比如vtwm、tvtwm、CTWM和FVWM建造在twm的源代码之上。
twm仍是X.Org Server的标准，并可作为很多X窗口系统实现的一部份而获得到。

## 用法

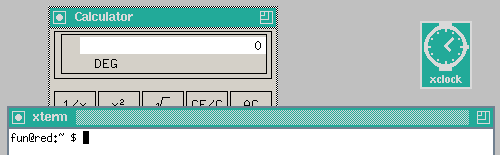
带有xcalc和xterm的twm，xterm窗口处在之中，而xclock被图标化了。

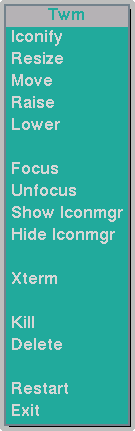
twm菜单

twm的界面不同于现代常见的X窗口管理器和桌面环境，它们意图以类似于Apple Macintosh或Microsoft Windows的工作方式。新用户经常发现不阅读手册页就很难使用twm。
在twm的缺省配置之下，标题栏有两个按钮：
- Resize按钮（嵌套方框）：用户点击这里，拖动鼠标指针到要移动的边缘，接着在窗口达到想要的大小时释放。
- Iconify按钮（圆点）：将窗口缩减为图标。

没有标题栏按钮用来关闭窗口。在桌面上左击会出现一个菜单，它包含了删除（关闭）窗口的选项。标题栏的窗口关闭功能可以在.twmrc文件中配置：参见 維基教科書中有關在twm中关闭程序窗口的文本。
在标题栏上左击将这个窗口提到窗口堆栈的顶部；中击移动这个窗口；右击将这个窗口发送至窗口堆栈的底部。
窗口聚焦跟从鼠标指针（point-to-focus），而不是聚焦于最新点击的窗口之上（click-to-focus）。
在一个新窗口建立的时候，显示一个3×3网格跟随于鼠标指针，等待用户在窗口应当出现的地方点击，左击会以这个大小出现在这个位置上，中击会在它创建之前变更这个窗口的大小，右击会出现在这个位置上但会在纵向上足够长得触及屏幕的底部。
注意任何上述描述都可通过改变配置文件来变更。系统文件典型的是/etc/X11/twm/system.twmrc，而用户文件典型的是~/.twmrc。

## 历史
twm是Tom LaStrange在工作于Evans & Sutherland期间为了替代uwm而写作的，uwm是X协会的软件：“我坐在我的单色Sun 3/50前面键入vi twm.c并接着打开X11文档。twm是我的第一个X程序。大约六个月之后，我确信了我的管理器并把它的一个副本发送到comp.windows.x新闻组来进行测试。”在1988年6月13日，针对X11R1的一个版本发布在Usenet新闻组comp.unix.sources上。
几个月之后，MIT X协会的Jim Fulton来到了Evans & Sutherland并要求将代码维护转交给X协会，Fulton接着使它相容于新兴的客户间通信协定手册。随后twm被作为X11R4的标准样例窗口管理器发行，替代了uwm。
依据Fulton，选取单词“tab”是因为它方便的开始于字母T，并能强调有挤压特征的窗户标题栏，这使得它们看起来像带有tab（标签）的文件夹。

## 作者
twm最初由Tom LaStrange写成。后来的贡献者包括Jim Fulton、Keith Packard和Dave Sternlicht，他们都是X协会的雇员。

## 引用
1. ↑  Matt Turner. . xorg-announce@lists.x.org (邮件列表).   [June 15, 2020]. （原始内容存档于2020-06-15）.
2. ↑  .   [2020-09-05]. （原始内容存档于2013-10-31）.
3. 1 2  twm — Tab Window Manager for the X Window System （页面存档备份，存于） — man page, X11 release 7.6 (X.org)
4. ↑  "From the Desktop: Tom LaStrange Speaks! （页面存档备份，存于）" LinuxPlanet. February 6, 2001.
5. ↑  for open comment and review. Original files as posted to comp.unix.sources (isc.org)